# Acantholimon rudbaricum
Acantholimon rudbaricum är en triftväxtart som först beskrevs av Joseph Friedrich Nicolaus Bornmüller, och fick sitt nu gällande namn av Joseph Friedrich Nicolaus Bornmüller. Acantholimon rudbaricum ingår i släktet Acantholimon och familjen triftväxter. Inga underarter finns listade i Catalogue of Life.